# ساشيكو ميغورو
ساشيكو ميغورو (باليابانية: 目黒幸子) (و. 1926 – 2015 م) هي ممثلة، وممثلة أفلام من اليابان. ولدت في طوكيو.
توفيت عن عمر يناهز 89 عاماً.

## وصلات خارجية
- ساشيكو ميغورو على موقع IMDb (الإنجليزية)
- ساشيكو ميغورو على موقع قاعدة بيانات الفيلم (الإنجليزية)
- ساشيكو ميغورو على موقع كينوبويسك (الروسية)